# Miehalanjärvi
Miehalanjärvi är en sjö i Finland. Den ligger i kommunerna Varkaus och Leppävirta i landskapet Norra Savolax, i den sydöstra delen av landet, 300 km nordost om huvudstaden Helsingfors. Miehalanjärvi ligger 96,1 meter över havet. Den är 14 meter djup. Arean är 2,48 kvadratkilometer och strandlinjen är 22,31 kilometer lång. Sjön  ingår i Vuoksens huvudavrinningsområde.   I omgivningarna runt Miehalanjärvi växer i huvudsak barrskog.